# The Harrow & the Harvest
The Harrow & the Harvest — пятый студийный альбом американской кантри-исполнительницы Гиллиан Уэлч, изданный 28 июня 2011 года на лейбле Acony Records. Продюсировал альбом Дэвид Ролингз. Все песни были написаны Уэлч совместно с Дэвидом Ролингзом.
Альбом был записан в феврале 2011 года. Диск стал первым альбомом Уэлч за последние восемь лет и её последним альбомом с оригинальным материалом.
Альбом был восторженно встречен критиками, номинирован на 54-ю премию «Грэмми» в категории «Лучший фолк-альбом» и вошёл в списки лучших дисков года журналов Uncut, Q, Mojo и Paste.

## История
Восемь лет, прошедшие с момента выхода альбома 2003 года Soul Journey, стали для Уэлч самым продолжительным периодом между выпусками альбомов. Объясняя относительно долгое отсутствие записей, Уэлч сказала: «Печальная правда заключается в том, что нам никогда ничего не нравилось настолько, чтобы выпустить альбом, а это не самое приятное место». Она добавила: «За то время, что мы молчали, у нас, вероятно, накопилось достаточно песен, чтобы выпустить две или три пластинки. На самом деле мы сделали несколько пробных шагов к записи, но неизбежно сердце уходило в пятки, когда мы понимали, что материал нам просто не нравится настолько, чтобы продолжать его». Уэлч часто исполняла песню «The Way It Will Be» в годы, предшествовавшие выходу альбома. Уэлч объясняет, что этот напряжённый период времени вдохновил её на название альбома: «Наше песенное мастерство пошло на спад, и я действительно не знаю, почему. Это не редкость. Такое случается с авторами. Это самое глубокое разочарование, через которое мы прошли, отсюда и название альбома». Процесс написания включал в себя «бесконечные переписки между нами двумя», сказал Уэлч, заявив, что «Это наш самый переплетённый, соавторский, совместно написанный альбом». Американский музыкант и художник Джон Дайер Бэйзли сделал иллюстрации для альбома.

## Запись
По словам Уэлч, «песни в основном записаны с первого и второго дубля, и Дэйв сочинил некоторые из них спонтанно в студии. Это было очень свободно. Мы научились принимать ошибки и шероховатости, потому что они не мешали тому, что составляло суть дела».

## Отзывы
| Совокупная оценка   | Совокупная оценка |
| Источник            | Оценка            |
| ------------------- | ----------------- |
| AnyDecentMusic?     | 8.5/10            |
| Metacritic          | 85/100            |
| Оценки критиков     |                   |
| Источник            | Оценка            |
| AllMusic            | [ 1 ]             |
| The A.V. Club       | C+                |
| The Daily Telegraph | [ 11 ]            |
| The Guardian        | [ 12 ]            |
| The Independent     | [ 13 ]            |
| Los Angeles Times   | [ 14 ]            |
| Mojo                | [ 15 ]            |
| The Observer        | [ 16 ]            |
| Rolling Stone       | [ 17 ]            |
| Uncut               | [ 18 ]            |

The Harrow & the Harvest был встречен критиками с «всеобщим одобрением». На сайте Metacritic, который присваивает средневзвешенную оценку из 100 баллов рецензиям ведущих изданий, этот релиз получил средний балл 85 на основе 28 рецензий. Сайт-агрегатор рецензий AnyDecentMusic? поставил релизу 8,5 баллов из 10 на основе консенсуса критиков из 27 рецензий.
Uncut поместил его на 2 место в своём списке «50 лучших альбомов 2011 года», в то время как журналы Q, Mojo и Paste поместили его на 28, 34 и 39 места соответственно.

## Список композиций
Слова и музыка всех песен — Gillian Welch и David Rawlings.
| №   | Название                       | Длительность |
| --- | ------------------------------ | ------------ |
| 1.  | «Scarlet Town»                 | 3:38         |
| 2.  | «Dark Turn of Mind»            | 4:07         |
| 3.  | «The Way It Will Be»           | 4:47         |
| 4.  | «The Way It Goes»              | 4:01         |
| 5.  | «Tennessee»                    | 6:35         |
| 6.  | «Down Along the Dixie Line»    | 4:49         |
| 7.  | «Six White Horses»             | 3:38         |
| 8.  | «Hard Times»                   | 4:52         |
| 9.  | «Silver Dagger»                | 3:23         |
| 10. | «The Way the Whole Thing Ends» | 6:11         |

## Чарты
| Чарт (2011)                        | Высшая позиция |
| ---------------------------------- | -------------- |
| Австралия (ARIA)                   | 11             |
| Бельгия/Фландрия (Ultratop)        | 75             |
| Нидерланды (Album Top 100)         | 25             |
| Ирландия (IRMA)                    | 22             |
| Новая Зеландия (RMNZ)              | 14             |
| Норвегия (VG-lista)                | 7              |
| Шотландия (Scottish Albums Chart)  | 14             |
| Швеция (Sverigetopplistan)         | 31             |
| Великобритания (UK Albums Chart)   | 25             |
| США (Billboard 200)                | 20             |
| США (Billboard Folk Albums)        | 1              |
| США (Billboard Independent Albums) | 3              |
| США (Billboard Top Rock Albums)    | 5              |

| Чарт (2011)                     | Позиция |
| ------------------------------- | ------- |
| США Top Rock Albums (Billboard) | 68      |